# Phidiana mariadelmarae
Phidiana mariadelmarae is een slakkensoort uit de familie van de Facelinidae. De wetenschappelijke naam van de soort is voor het eerst geldig gepubliceerd in 1999 door Garcia F. & Troncoso.